# 上田安子
上田 安子（うえだ・やすこ、1906年4月9日 - 1996年9月7日）は、上田安子服飾専門学校創設者。勲五等宝冠章（1984年）。大阪府出身。

## 来歴
明治の文人・著作家の上田貞治郎の四女として大阪府泉北郡浜寺村（現・堺市西区）で生まれる。夕陽丘高女卒業。伊東衣服研究所で学び、1941年に上田安子服飾研究所を創設、一時中断の後、戦後に再開し、1948年に「上田安子文化学院」設立。
1949年に大丸顧問デザイナーに就任。1953年、文化服装学院がフランスからクリスチャン・ディオール一行12名（うちモデル7名）を招き、文化服装学院と名古屋・京都・大阪でファッションショーを開催した際、大丸がディオールと独占契約した（1964年まで）。それにより、顧問デザイナーの磯村春・福冨芳美・上田安子はフランスに買付に行った。
1958年には自身の学校を「上田安子服飾学院」に改称、1976年に「上田安子服飾専門学校」を設置、1982年に「上田学園」を設置し、理事長に就任。大阪女子学園短期大学講師、帝塚山短期大学講師、関西女子学園学園長・理事、関西女子学園短期大学教授を歴任。

## 人物
- 女学校卒業後は茶道、華道、ピアノ、日本画、英会話、山登りに熱中し、そこから服飾の方に眼が開かれた。そのきっかけは、その当時の登山服を不格好だと感じて、自分で登山用のズボンを作ったことだった。
- 薄い綿布のオーガンジーを用いた立体裁断で膨らませたスカートを作り、日本中の踊り子をモデルにしてファッション・ショーを開いた。
- 本人は山崎豊子の小説『女の勲章』の主人公のモデルとされる。本人と山崎とはもともと親しい友人ではあったが、小説発表後は本人は不快感を露わにし、二人の関係は危うくなったが、時とともに回復した。

### 語録
- 「美しいものは人の心を満たしてくれる」
- 「人生、最後まで学心を忘れずに」

### 親族
父親は明治の文人・著作家・写真機店主・写真収集家の上田貞治郎である。伯父に洋雑貨商で名を馳せ後朝鮮で料亭「白水」を経営して成功した野々村藤助、叔父に出版社・青木嵩山堂を興した青木恒三郎、写真術に関する著作を何十冊と著した上田竹翁がいる。姪の光子は大丸社長だった井狩彌治郎の妻である。

## 受賞・公職
大阪府知事の私学教育功労者表彰受賞（1972年）、文部大臣認可専修学校教育振興会より服飾教育文化章受賞（1983年）、勲五等宝冠章受章（1984年）、専修学校教育功労者として文部大臣章受賞（1985年）、大阪市民文化功労表彰受賞（1987年）。
日本デザイナークラブ評議員、日本服飾芸術協会委員、大阪府認可洋裁学校協会理事、総合デザイナー協会参与、日本デザイン文化協会大阪支部長、名誉顧問、関西ファッション文化協会会長、大阪府服飾学校協会監事を歴任。

## 著訳書
- 『山とファッションと私』なにわ塾叢書20、ブレーンセンタ、1985年
- 『美への想い、一途に――上田安子、学園と共に55年』上田学園、1995年
- クリスチャン・ディオール著、上田安子・穴山昂子共訳『一流デザイナーになるまで』六月社、1957年
  - クリスチャン・ディオール著、上田安子・穴山昂子共訳『一流デザイナーになるまで』牧歌舎、2008年